# آب‌انبار محمدی
آب‌انبار محمدی، آب‌انباری است مربوط به دوره قاجار که در روستای بیدسگان از توابع دهستان باغستان بخش مرکزی شهرستان فردوس واقع شده‌است. این اثر در تاریخ ۶ اسفند ۱۳۸۵ با شمارهٔ ثبت ۱۷۴۲۵ به‌عنوان یکی از آثار ملی ایران به ثبت رسیده است.